# Міжнародний музей кераміки (Вейден)
Міжнародний музей кераміки (Вейден) — музей у місті Вейден (Баварія), присвячений керамічному та порцеляновому виробництву.
Заснований у 1990 р. Для музею віддали приміщення колишнього монастиря Waldsassen, побудованого у середині 18 століття (архітектор Філіп Муттоні, 1699-1775).
В основі збірки — колекція порцеляни доктора Вільгельма Зельтмана, яку передала державі його удова. Колекція мала переважно зразки китайської порцеляни різних десятиліть. Але межі музейної колекціі значно ширші — від порцеляни династії Цін до 20 століття різних мануфактур і різних країн. Найкраща частина колекції — твори доби рококо та кераміка і порцеляна 19 століття.

## Див. також

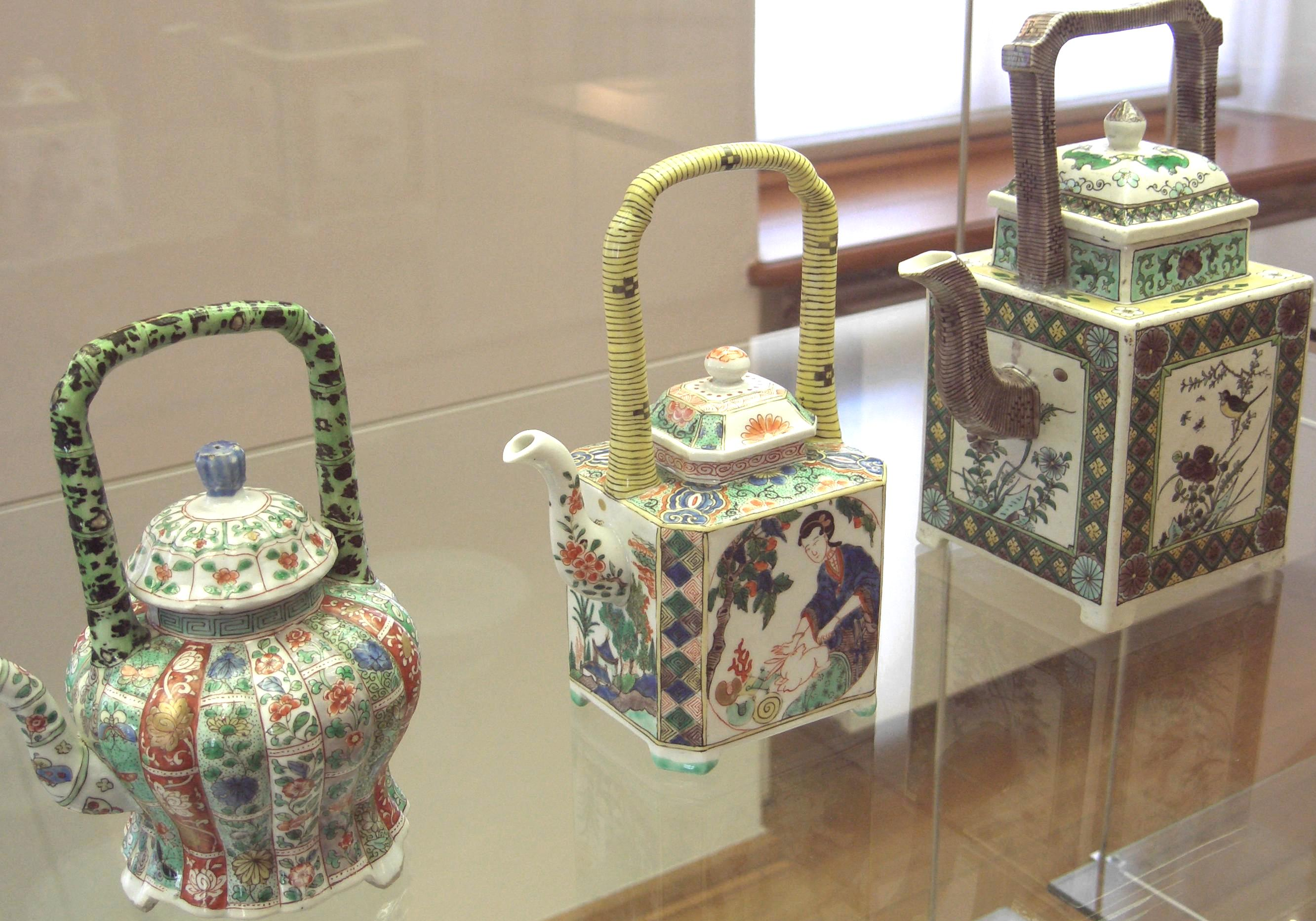
Порцеляна періоду Канхі, Музей кераміки, Вейден.